# Каролинска плоча
Каролинската плоча е тектонска плоча, застъпваща екватора в източното полукълбо северно от остров Нова Гвинея. Образува зона на субдукция по границата си с плочите Птича глава и Удларк на юг. На север има трансформна граница с Тихоокеанската плоча. По границата с Филипинската плоча се наблюдава конвергентна граница, която преминава в рифт.
Съществуването на плочата е предложено за пръв път през 1978 г.

## Граници
Бидейки отделен терейн със своя собствена тектонска история, Каролинската плоча в миналото се е смятала за част от Тихоокеанската плоча, поради рядката ѝ сеизмичност и малките скорости около границите ѝ. Тя включва Западнокаролинския и Източнокаролинския басейни и неактивното възвишение Орипик, което ги отделя, но не включва нито Каролинските острови, нито Каролинския хребет. Подпъхва се под плочите Птича глава и Удларк по дължина на Новогвинейската падина на юг.
Границата с Филипинската плоча на запад има два сегмента: южен, по падината Аю, който се раздалечава със скорост от 8 mm на година преди около 25 млн. години, и северен, по падините Палау и Яп, който е неактивна зона на субдукция, което е засвидетелствано от липсата на активни вулкани. Границата между Каролинската и Тихоокеанската плочи е сложна, еволюираща система, която частично се развива в зона на субдукция. Югоизточната граница, по падината Манус, е конвергентна, но при липсата на активни вулкани и земетресения, не се счита за зона на субдукция към днешно време.

## Тектонска история
Каролинската плоча се движи със скорост, която е много близка до тази на Тихоокеанската плоча. Възрастта ѝ на образуване и текущият ѝ статут като независима плоча все още са несигурни. Има много малка скорост на раздалечаване между Каролинската и Филипинската плочи, но Каролинската изглежда, че се е движила заедно с Филипинската и Новогвинейската плочи през неоген.
Каролинският хребет на север се среща с Каролинската плоча при падината Сорол, при която са намерени доказателства за косо разширение. Каролинският хребет, обаче, е с неясен произход, съставен от океанска кора и вероятно резултат от гореща точка. Наличието на падина и следите от субдукция под Тихоокеанската плоча са показателни, но отсъствието на островни дъги, които се очаква да са се образували от значителна субдукция в миналото, прави развитието по тази граница неясно.
Каролинската плоча по всяка вероятност е била отделна плоча в миналото. Границата по източната ѝ страна, падината Мусау, би трябвало да е била важна граница, тъй като магнитните аномалии на Каролинската плоча са от олигоцен, а тези на Тихоокеанската плоча – от креда. Има индикации за разширяване на Каролинско море преди 34 – 27 млн. години. Ако Каролинската плоча се движи заедно с Тихоокеанската, трябва да има ясни доказателства относно съответстващата им субдукция под Нова Гвинея, каквито към момента не са изнамерени. Падината Аю е бавна зона на разширение, която се е отворила преди 15 млн. години.